# Qui Nguyen
Qui Nguyen (1977) è un giocatore di poker vietnamita naturalizzato statunitense.

## Poker
Nel 2016 ha vinto il Main Event delle World Series of Poker, guadagnando $8,005,310. 
Si qualificò all'evento mediante un satellite da $1,100, arrivando al tavolo finale in seconda posizione in chip. Dopo un tavolo finale da 364 mani, Nguyen è riuscito a battere Gordon Vayo alla 181ª mano di heads-up, con K♣ 10♣, contro i J♠ 10♠ dell'avversario.
A settembre 2016, il totale delle sue vincite nei tornei live si attesta pari a $8,058,296, di cui $8,014,339 vinti alle WSOP.

## Braccialetti delle World Series of Poker
| Anno | Torneo                              | Premio (US$) |
| ---- | ----------------------------------- | ------------ |
| 2016 | $10,000 No Limit Hold'em Main Event | $8,005,310   |